# Mohamed Benabid
Mohamed Benabid (né le 21 septembre 1968 à Casablanca, Maroc) est un journaliste et universitaire marocain. De 2007 à 2021, il a été rédacteur en chef du quotidien économique marocain L'Économiste.

## Biographie

### Formation
Après des études en Médecine, qu'il interrompt après trois ans, Mohamed Benabid poursuit sa formation en journalisme et en sciences de gestion. Il est diplômé du Centre Universitaire d'Enseignement du Journalisme (CUEJ) de Strasbourg et obtient un double doctorat : en Sciences de l'information et de la communication de l'Université Paris VIII, et en Sciences de gestion de l'Institut Supérieur de Commerce et d'Administration des Entreprises (ISCAE).

### Parcours professionnel
En 1994, Mohamed Benabid rejoint L'Économiste en tant que journaliste. Il commence par se spécialiser dans la couverture du secteur des assurances, alors en pleine restructuration après les années noires marquées par la liquidation de cinq compagnies. Il s'intéresse dans la foulée aux caisses de retraites, qui, à l'époque, multipliaient déjà les indices de risques démographiques pour anticiper l’impact du vieillissement de la population, un sujet aujourd’hui redevenu d’actualité dans les débats sur la viabilité des systèmes de retraite. Il enquête également sur la question de l'amiante avec les premières révélations sur les cas de contaminations au Maroc, la filière de la pêche à Agadir, l'industrie pharmaceutique et l'affaire Benabderrazik, un cas judiciaire controversé ayant marqué la campagne "d'assainissement" au Maroc en 1995-1996.  Mohamed Benabid a par la suite pris la tête de la rubrique financière, qu'il a restructurée.
En 2002, il est nommé rédacteur en chef adjoint, puis promu rédacteur en chef en 2007. En 2021, il quitte le journalisme pour se consacrer à l'enseignement et à la recherche au sein de l'Université Mohammed VI Polytechnique.
En février 2024, il est nommé par le gouvernement marocain membre de la commission permanente pour le renouvellement et l’adaptation continue des curricula, des programmes et des formations.

## Contributions académiques

### Distinctions
En 2016, Mohamed Benabid reçoit le prix de la meilleure communication jeune chercheur lors des Rencontres Internationales des Sciences du Management (RISM).

### Responsabilités éditoriales
- Membre du comité de rédaction de la revue académique *Cogent Social Sciences* (Taylor & Francis).
- Membre du comité de rédaction de la revue académique *Management & Innovation* (Cairn.info).

### Publications
- Benabid, M. (2019). "Facteurs influençant l’intention d’achat dans le contexte des sites d’information d’actualité en ligne" : une étude empirique par la Théorie de l’acceptation technologique." *Question(s) de management, (1)*, 117–134. [Disponible sur : https://doi.org/10.3917/qdm.191.0117]
- Benabid, M. (2019). "Les territoires mouvants de l'industrie des médias au Maroc." In Abdelmalek Alaoui (éd.), *Un chemin marocain : 1999-2019 : parcours d'un royaume en transformation* (pp. 109-135). Cent mille milliards Descartes et cie. [Disponible sur : https://searchworks.stanford.edu/view/13333202]
- Benabid, M. (2019). "Traquer la haine sur les réseaux sociaux exige bien plus qu’un algorithme." *The Conversation*, septembre 2019. [Disponible sur : https://theconversation.com/traquer-la-haine-sur-les-reseaux-sociaux-exige-bien-plus-quun-algorithme-123626]
- Benabid, M. (2020). "Processus d’institutionnalisation de nouvelles pratiques de consommation : cas du marché de l’information en ligne." *Revue Management & Innovation, N° 1(1)*, 11–25. [Disponible sur : https://doi.org/10.3917/rmi.201.0011]
- Benabid, M. (2020). "L’Afrique, laboratoire d’innovation frugale pour le monde : le cas du groupe OCP." In Soufyane Frimousse (éd.), *Africa Positive Impact: Agir pour un meilleur impact sociétal* (pp. 227-238). EMS Editions. [Disponible sur : https://doi.org/10.3917/ems.frimo.2020.01.0227]
- Benabid, M. (2021). "Comment la communication a façonné l’empire hégémonique de Facebook." *The Conversation*, mars 2021. [Disponible sur : https://theconversation.com/comment-la-communication-a-faconne-lempire-hegemonique-de-facebook-157079]
- Benabid, M. (2021). "Contribution à la connaissance du processus d'influence dans les réseaux sociaux : cas de cinq partis marocains sur Twitter." *Institut marocain d'intelligence stratégique (IMIS)*. [Disponible sur : https://imis.ma/contribution-a-la-connaissance-du-processus-dinfluence-dans-les-reseaux-sociaux-cas-de-cinq-partis-marocains-sur-twitter/]
- Benabid, M. (2022). "Communication Strategies and Media Influence in the Russia-Ukraine Conflict." *Policy Center for the New South (PCNS)*. [Disponible sur : https://www.policycenter.ma/sites/default/files/2022-04/PB_25-22_Benabid%20EN.pdf]
- Benabid, M. (2022). "The Territorialization of Cyberspace and GAFAM Geopolitics: Driving Forces and New Risks in the Wake of the Ukrainian Crisis." *Policy Center for the New South (PCNS)*. [Disponible sur : https://www.policycenter.ma/publications/territorialization-cyberspace-and-gafam-geopolitics-driving-forces-and-new-risks-wake]
- Benabid, M. (2023). "Les industries culturelles et créatives africaines à l’épreuve des dynamiques de plateformisation." In *L’identité africaine de la culture marocaine* (pp. 201-207). Policy Center for the New South. [Disponible sur : https://www.policycenter.ma/publications/lidentite-africaine-de-la-culture-marocaine]
- Benabid, M. (2024). "Le pluralisme médiatique à l'heure des plateformes numériques : prévenir les risques de « déserts informationnels »." *Policy Center for the New South*. [Disponible sur : https://www.policycenter.ma/sites/default/files/2024-04/PB_16-24_Mohamed%20Benabid%20.pdf]
- Benabid, M. (2025). "La révolution du marché musical africain à l’ère du streaming : Entre effets de plateformisation et pratiques « Do It Yourself »." In *Ingénieuse et Talentueuse Afrique* (pp. 40-48). EMS Editions. [Disponible sur : https://www.editions-ems.fr/boutique/ingenieuse-et-talentueuse-afrique/]

## Intérêt pour la veille et l'intelligence économique
Dans la continuité de son parcours professionnel et de ses interactions régulières avec les réseaux d’information stratégique,  Mohamed Benabid s'intéresse depuis les années 2000 aux questions de veille et d'intelligence économique. Il a d'ailleurs été l’un des membres fondateurs de l’Association Marocaine d’Intelligence Économique (AMIE), créée en 2005, qui a évolué pour devenir l'Institut Marocain d'Intelligence Stratégique (IMIS).